# División Smythe
La División Smythe de la NHL se creó en 1974 como parte de la Conferencia Clarence Campbell. La división existió durante 19 temporadas hasta 1993. Se nombraba así en memoria de Conn Smythe. Esta división es la predecesora de la actual División Pacífico.

## Composición de la división a través de la historia

### 1974-1976
- Chicago Blackhawks
- Kansas City Scouts
- Minnesota North Stars
- St. Louis Blues
- Vancouver Canucks

#### Cambios para la temporada 1973-1974
- Se crea la División Smythe como resultado de una reorganización de la liga.
- Los Vancouver Canucks llegan desde la División Este.
- Chicago Blackhawks, Minnesota North Stars, y St. Louis Blues llegan desde la División Oeste.
- Los Kansas City Scouts se incorporan en calidad de nuevo equipo.

### 1976-1978
- Chicago Blackhawks
- Colorado Rockies
- Minnesota North Stars
- St. Louis Blues
- Vancouver Canucks

#### Cambios para la temporada 1975-1976
- Los Kansas City Scouts se mudan a Denver, Colorado para convertirse en los Colorado Rockies.

### 1978-1979
- Chicago Blackhawks
- Colorado Rockies
- St. Louis Blues
- Vancouver Canucks

#### Cambios para la temporada 1977-1978
- Los Minnesota North Stars se trasladan a la División Adams.

### 1979-1981
- Chicago Blackhawks
- Colorado Rockies
- Edmonton Oilers
- St. Louis Blues
- Vancouver Canucks
- Winnipeg Jets

#### Cambios para la temporada 1978-1979
- Edmonton Oilers y Winnipeg Jets entran en la liga procedentes de la World Hockey Association (WHA).

### 1981-1982
- Calgary Flames
- Colorado Rockies
- Edmonton Oilers
- Los Angeles Kings
- Vancouver Canucks

#### Cambios para la temporada 1980-1981
- Chicago Blackhawks, St. Louis Blues, y Winnepeg Jets se trasladan a la División Norris.
- Los Calgary Flames llegan desde la División Patrick.
- Los Angeles Kings llegan desde la División Norris.

### 1982-1991
- Calgary Flames
- Edmonton Oilers
- Los Angeles Kings
- Vancouver Canucks
- Winnipeg Jets

#### Cambios para la temporada 1981-1982
- Los Colorado Rockies se trasladan a la División Patrick bajo el nombre de New Jersey Devils.
- Los Winnipeg Jets llegan desde la División Norris.

### 1991-1993
- Calgary Flames
- Edmonton Oilers
- Los Angeles Kings
- San Jose Sharks
- Vancouver Canucks
- Winnipeg Jets

#### Cambios para la temporada 1990-1991
- Los San Jose Sharks se incorporan como nuevo equipo.

### Tras la temporada 1992-1993
La liga es reformada en dos conferencias con dos divisiones cada una:
- Conferencia Este
  - División Atlántico
  - División Noreste
- Conferencia Oeste
  - División Central
  - División Pacífico

## Campeones de División
- 1975 - Vancouver Canucks
- 1976 - Chicago Blackhawks
- 1977 - St. Louis Blues
- 1978 - Chicago Blackhawks
- 1979 - Chicago Blackhawks
- 1980 - Chicago Blackhawks
- 1981 - St. Louis Blues
- 1982 - Edmonton Oilers
- 1983 - Edmonton Oilers
- 1984 - Edmonton Oilers
- 1985 - Edmonton Oilers
- 1986 - Edmonton Oilers
- 1987 - Edmonton Oilers
- 1988 - Calgary Flames
- 1989 - Calgary Flames
- 1990 - Calgary Flames
- 1991 - Los Angeles Kings
- 1992 - Vancouver Canucks
- 1993 - Vancouver Canucks

## Ganadores de la Stanley Cup
- 1984 - Edmonton Oilers
- 1985 - Edmonton Oilers
- 1987 - Edmonton Oilers
- 1988 - Edmonton Oilers
- 1989 - Calgary Flames
- 1990 - Edmonton Oilers